# Philippe Vercruysse
Philippe Vercruysse (født 28. januar 1962 i Saumur, Frankrig) er en tidligere fransk fodboldspiller, der spillede som midtbanespiller. Han var på klubplan tilknyttet blandt andet RC Lens, Girondins Bordeaux og Olympique Marseille. For Frankrigs landshold spillede han desuden tolv kampe, hvori han scorede ét mål. Han deltog ved VM i 1986, hvor franskmændene vandt bronzemedaljer.

## Titler
Ligue 1
- 1987 med Girondins Bordeaux
- 1989, 1990 og 1991 med Olympique Marseille

Coupe de France
- 1987 med Girondins Bordeaux
- 1989 med Olympique Marseille